# Junkers Ju 13
Beim Flugzeug Junkers Ju 13 handelt es sich um eine Variante der Junkers F 13, die ab Mai 1922 in der Sowjetunion zum Einsatz kam.

## Geschichte
Die Flugzeuge wurden entweder in Deutschland gekauft oder entstanden im Junkers-Zweigwerk Fili bei Moskau oder den Werkstätten der Fluggesellschaft Dobroljot (5 Stück). Die Ju 13 wurde ab 1922 militärisch als Verbindungs-, Transport- und Schulflugzeug eingesetzt. Einige Exemplare  wurden 1923 zu Behelfsbombern umgebaut und erhielten einen MG-Waffenstand hinter dem Cockpit. Diese Maschinen gingen ausnahmslos an die persischen Luftstreitkräfte.
Als ziviles Verkehrsflugzeug kam die Ju 13 erstmals ab Sommer 1922 auf der 420-km-Strecke Moskau–Nischni Nowgorod zum Einsatz. 1923 entstand die erste sowjetische Fluggesellschaft „Dobroljot“, die das Muster (insgesamt 24 Stück) und die Route übernahm. Es folgten Einsätze auf den neu eingerichteten Strecken Moskau–Taschkent, Taschkent–Alma-Ata, Taschkent–Buchara, Buchara–Chiwa und Buchara–Duschanbe. Weitere Nutzer waren die ukrainische „Ukrwosduchput“, die sibirische „Sibljot“, die kaukasische „Sakavia“, die aserbaidschanische „Asdobroljot“ sowie die deutsch-russische Gesellschaft Deruluft. Aufgrund einer Vereinbarung der Junkers-Werke und der Sowjetunion kamen auf den Flugrouten zum Teil auch deutsche Piloten zum Einsatz. Ebenfalls Anwendung fand der Typ in der Landwirtschaft, als Krankentransporter und Propagandaflugzeug. Eine Ju 13 wurde mit Schwimmern ausgerüstet und 1923 mit dem deutschen Junkers-Piloten Kiessner für Rundflüge von der Moskwa aus eingesetzt, stürzte jedoch noch im selben Jahr ab.
Die Ju 13 war in den 1920er Jahren das Hauptmuster der sowjetischen Zivilluftflotte. Es wurden etwa 49 bis 55 Exemplare in Deutschland und der Sowjetunion hergestellt.
1925 wurde mit einer Ju 13 unter Pilot Kopylow ein 10.000-km-Rundflug mit den Stationen Moskau–Kasan–Ufa–Perm–Wjatka–Ustjug–Wologda–Moskau erflogen. Ab 1926 wurden einige Ju 13 auf das L 5-Triebwerk von Junkers umgerüstet.